# Aégis
Aégis es el tercer álbum de estudio de la banda gótica noruega Theatre of Tragedy, y el último disco con su período musical definido por letras góticas en inglés moderno temprano. Fue lanzado el  18 de agosto de 1998 y con él concluyeron su contrato con Massacre Records.

## Lista de canciones
| N.º | Título      | Nota          | Duración |  |
| 1.  | «Cassandra» |               | 6:47     |  |
| 2.  | «Lorelei»   |               | 5:36     |  |
| 3.  | «Angélique» |               | 5:45     |  |
| 4.  | «Aœde»      |               | 6:09     |  |
| 5.  | «Siren»     |               | 7:28     |  |
| 6.  | «Samantha»  | Bonus track * | 4:12     |  |
| 7.  | «Venus»     |               | 5:32     |  |
| 8.  | «Poppæa»    |               | 5:46     |  |
| 9.  | «Bacchante» |               | 6:42     |  |
| 10. | «Virago»    | Bonus track * | 5:19     |  |

## Sencillos
De  este período hay dos lanzamientos:
- «Cassandra» fue el primer sencillo en ser publicado y precedió en varios meses al álbum, en abril de 1998. Fue incluido en la edición de sencillo llamada Cheap Wine Edit junto con el tema «Angélique».
- «Virago» lo siguió en mayo de 1999. El EP que lo contiene incluye este tema y «Samantha», los cuales fueron lanzados en una edición limitada y en el álbum publicado para Japón. Este material fue grabado durante las sesiones de Aégis.

## Miembros
- Raymond Istvàn Rohonyi - voz, letras
- Liv Kristine - voz
- Tommy Olsson - guitarra
- Frank Claussen - guitarra
- Eirik T. Saltrø - bajo
- Hein Frode Hansen - batería
- Lorentz Aspen - piano, sintetizador